# Günter Blendinger

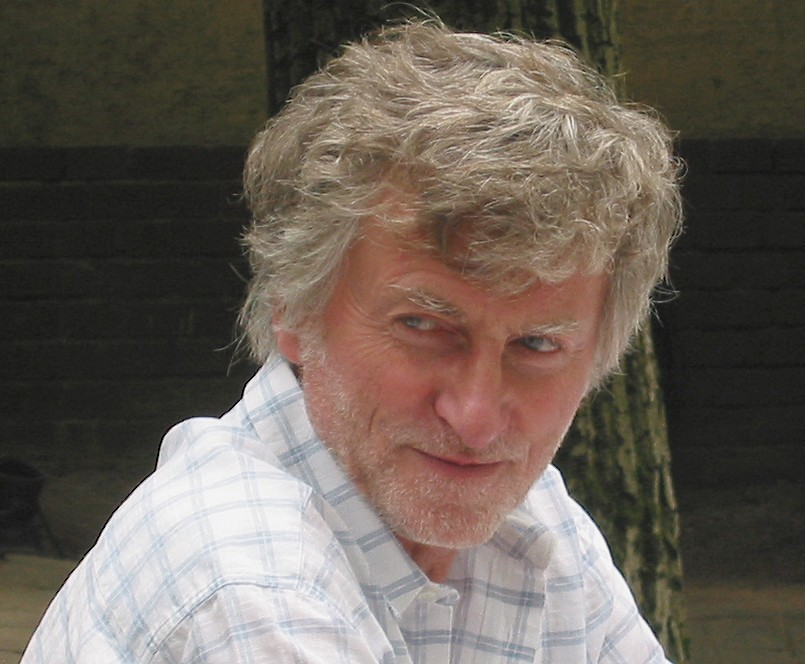
Günter Blendinger im Sommer 2006

Günter Blendinger (* 26. Februar 1945 in Meuselwitz) ist ein deutscher Maler und Grafiker.

## Leben
Bereits während seiner Schulzeit in Meuselwitz besuchte Günter Blendinger einen Zirkel für künstlerisches Volksschaffen, wo bereits die Grundlagen für seine spätere künstlerische Tätigkeit geschaffen wurden. Auch in der Zeit seiner Ausbildung als Maschinenbauer 1961 bis 1963 und als Berufskraftfahrer 1966 nahm er an einem Zeichenzirkel im Berliner Haus der jungen Talente teil. Dieses Engagement setzte er im Grafik-Zentrum-Pankow fort, dessen Leiter er nach dem Studium wurde.
Angeregt von ersten künstlerischen Erfolgen absolvierte Günter Blendinger von 1969 bis 1974 ein Kunststudium an der Kunsthochschule Berlin-Weißensee, Fachrichtung Grafik. Sein Lehrer war dort zunächst Arno Mohr, später auch Werner Klemke und Axel Bertram. Das Diplom schloss er mit einer Reihe von Plakaten ab. Seitdem arbeitet er freiberuflich in Berlin und Zepernick. Er war von 1974 bis 1990 Mitglied im Verband Bildender Künstler der DDR und hatte in der DDR eine bedeutende Zahl von Einzelausstellungen und Ausstellungsbeteiligungen, u. a. von 1967/1968, 1982/1983 und 1987/1988 an der VI. Deutschen Kunstausstellung bzw. der IX. und X. Kunstausstellung der DDR in Dresden. Studienreisen führten ihn unter anderem nach Rumänien, Bulgarien, in die Sowjetunion, später nach Frankreich, Spanien und immer wieder nach Italien in die Toskana.

## Zitat
„Als Lehrer an der Kunsthochschule nennt er (...) den präzisen Zeichner und Grafiker Arno Mohr (...) für den Zeichner und Grafiker Blendinger ein Vorbild, was die Akkuratesse, also die Sorgfältigkeit und Genauigkeit mit der Blendinger mit der kalten Nadel seine Landschaften und Interieurs auf die Platte – er druckt seine Radierungen bis heute alle selbst – und schließlich aufs Papier bringt, und sich manchmal schon mit mehrfachen Drucken gegen die Schwärze des Strichs an die Farbe herantastet, den Blättern atmosphärische Frische und Tiefe zu geben. Die Ockertöne, in allen Nuancen und Schattierungen, vom Gelb bis zum dunklen Umbra, sind seine Grundfarben, die er dann durch ein tönendes Blau, ein plötzlich auftretendes Rot unterbricht, akzentuiert und damit wiederum  ihn mit seiner ihn kennzeichnenden Grundfarbe als Maler auf einen Blick kenntlich macht. Seine Motive gewinnt er aus dem Anschauungs-erlebnis seiner Landschaften mit Häusern in Zepernick bis in die Toskana, Straßen, Plätze, Durchgänge mit Geschichten der Menschen, die in ihnen gelebt haben, leben und sie gegen alle Moderne erhalten. Exterieurs, gesehen mit dem Blick des Interieurs, eines also, der diese Durchblicke mit Kurven und Toreinfahrten kennt und für sich und uns festhält in den Farben der Dauer, in denen wir sie nun wiedererkennen.“ (Gerhard Wolf)

## Fotografische Darstellung Blendingers
- Christian Borchert: Der Maler Günter Blendinger in seiner Wohnung (1982)

## Werke (Auswahl)
- 1981 Landschaft in Mansfeld (Kaltnadelradierung)[2]
- 1984 An der Stadtmauer in Lychen (Kaltnadelradierung)[3]
- 1987 Haus auf der Düne (dto.)
- 1995 Landschaft mit Schnee (dto.)
- 2000 Kater (dto.)
- 2006 Stehende mit Blau (Kaltnadelradierung, Pastell)

## Ausstellungen (Auswahl)
Einzelausstellungen
- 1982 Bernau, Kulturbundgalerie
- 1987 Berlin, Galerie im Prater
- 1987 Pirna, Galerie am Elbtor („Menschen im Bild. Grafik Berliner Künstler“; mit Herta Heidenreich, Hartmut Hornung und Eva Vent)
- 1998 Eberswalde, Galerie
- 2001 Schwedt, Tabakspeicher
- 2005 Berlin, Galerie Forum Amalienpark

Ausstellungsbeteiligungen seit der deutschen Wiedervereinigung
- 1995 Altenburg, Lindenau-Museum
- 2000 Berlin, Studio Bildende Kunst
- 2001 Berlin, Inselgalerie und Museum im Wasserwerk
- 2005 Berlin, Galerie F92
- 2009 Berlin, Druckgrafik-Atelier Eberhard Hartwig
- 2011 Prenden, Dorfkirche und Müncheberg, Stadtpfarrkirche
- 2012 Kulturgut Börnicke

1983, 1985 und 1987 waren seine Arbeiten bei den 100 ausgewählten Grafiken vertreten. Bereits 1969 waren zwei Arbeiten in den 100 Tafeln umfassenden Querschnittsband zum bildnerischen Volksschaffen in der DDR, Graphikspiegel (Insel-Bücherei 920), aufgenommen worden.